# Alte Fulda bei Blankenheim
Die Alte Fulda bei Blankenheim ist ein Altwasserbiotop in einem Grünlandbereich am Mittellauf der Fulda im osthessischen Landkreis Hersfeld-Rotenburg. Als regional bedeutende Lebensstätte brütender und „Trittstein“ für durchziehende Vogelarten ist der im Dezember 1981 zum Naturschutzgebiet erklärte Bereich aus ornithologischer Sicht von großer Bedeutung. Es wird vermutet, dass die ehemalige Flussschlinge einst durch eine natürliche Laufverlagerung vom heutigen Bett abgeschnitten wurde. Möglicherweise ist die „Alte Fulda“ auch ein Relikt wasserbaulicher Maßnahmen im Mittelalter, mit denen eine Schiffbarkeit der Fulda bis Hersfeld erreicht werden sollte. Im Laufe der späteren Zeit verlandete der Altarm zu einer periodisch wasserführenden großen Flutrinne.

## Lage
Das Naturschutzgebiet liegt in der Fuldaaue nordöstlich der Gemeinde Blankenheim, einem Stadtteil von Bebra im Landkreis Hersfeld-Rotenburg. Im Westen bildet das rechte Ufer der Fulda die Grenze. Im Osten wird es von der Bahnstrecke zwischen Bebra und Fulda und einer Straße, die neben der Bahnlinie verläuft, begrenzt. Eine kleine Teilfläche befindet sich auf der anderen Seite des Bahndamms.
In der naturräumlichen Gliederung Deutschlands, die auf der Geographischen Landesaufnahme des Instituts für Landeskunde Bad Godesberg basiert, wir das Naturschutzgebiet dem Bebraer Becken (357.11) im Bebra-Melsunger Fuldatal (357.1) zugeordnet. Es geht nach Süden in das Friedlos-Mecklarer Fuldatal (357.10) über. Westlich grenzen der Neuenstein-Ludwigsecker Höhenzug (357.0) und südöstlich der Seulingswald (357.20) an. Sie gehören alle zum Fulda-Werra-Bergland (357) in der Haupteinheitengruppe des Osthessischen Berglands.

## Unterschutzstellung
Die Aue der Fulda bei Blankenheim wird durch Straßen-, Leitungs- und Bahntrassen, Kiesabbauflächen und intensiver landwirtschaftlicher Nutzung stark belastet. Aus naturschutzfachlichen Gründen erschien es daher von besonderer Wichtigkeit, das noch relativ naturnahe Feuchtgebiet zu erhalten und zu schützen. Mit Verordnung der Bezirksdirektion für Forsten und Naturschutz beim Regierungspräsidium in Kassel vom 7. Dezember 1981 wurde der Bereich um den Altarm in der Fuldaniederung als Naturschutzgebiet ausgewiesen.
Das Schutzgebiet besteht aus zwei Teilflächen: Zu dem mit rund 22 Hektar größeren Teil, zwischen dem Flussbett und der Bahnstrecke, gehört der Altarm mit dem umliegenden, teilweise feuchten Grünland. Der andere, kleinere Teil ist ein Feuchtgebiet, rund 0,8 Hektar groß, das zwischen der östlichen Seite des Bahndamms und dem Lämmerberg liegt. Zweck der Unterschutzstellung war es, den Bereich als Brut- und Rastgebiet für zahlreiche bedrohte Vogelarten zu sichern und Störungen fernzuhalten. Das geschützte Gebiet besitzt inzwischen eine Gesamtgröße von 23,64 Hektar, hat die nationale Kennung 1632004 und den WDPA-Code 81266.

### Altwasser

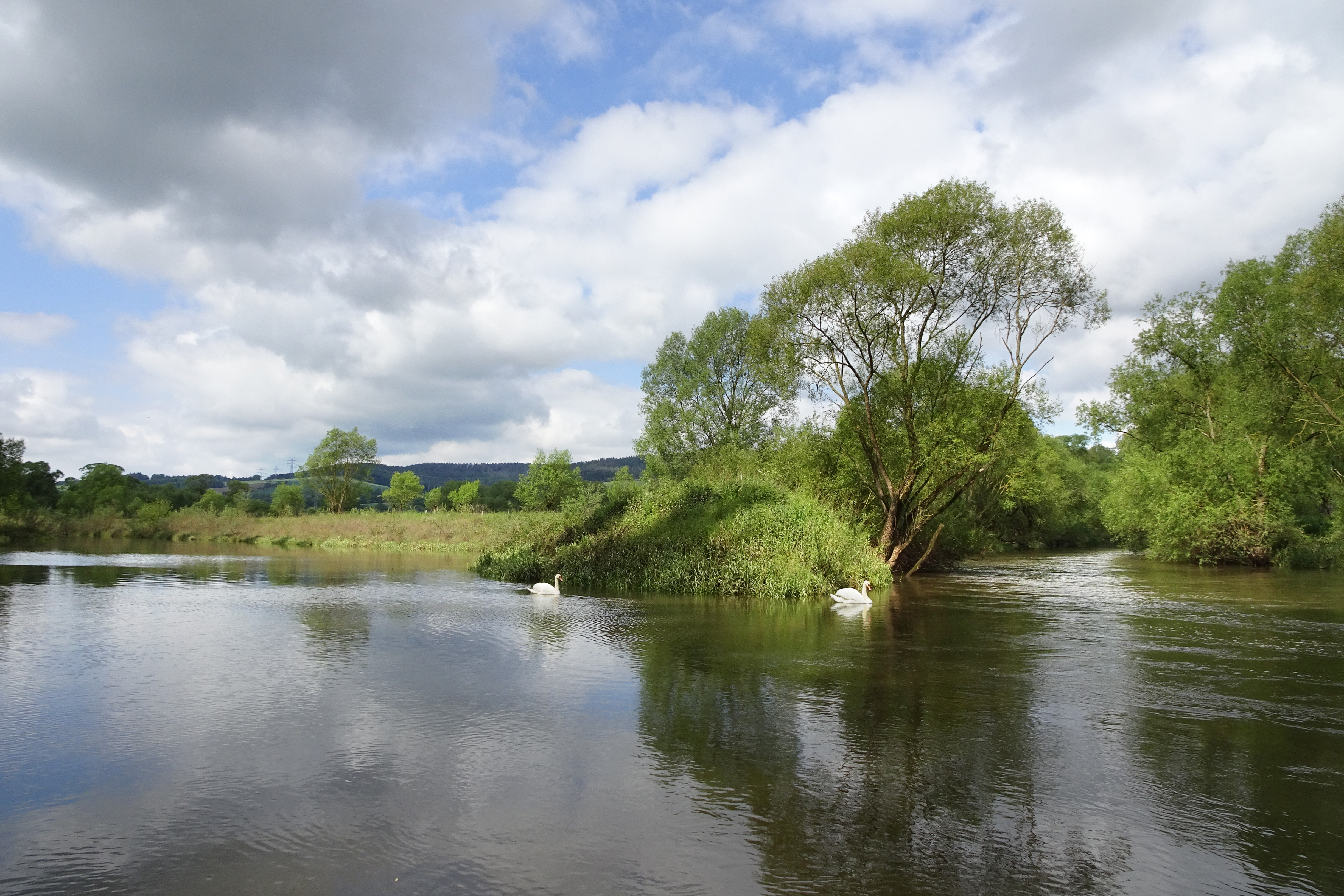
Der Altarm wird am nordöstlichen Ende des Schutzgebiets in die Fulda (im Bild rechts) entwässert

Die Altwasser entlang der Fulda werden als letzte Zeugen des einst in vielen Mäandern dahinfließenden, naturnahen Gewässerlaufes angesehen. Von dem Fließgewässer abgeschnitten, haben sie sich zu einem Stillgewässer entwickelt, das für zahlreiche Tier- und Pflanzenarten zu einem Rückzugsgebiet geworden ist.
In den 1980er Jahren wurden Teile der verlandeten und verfüllten ehemaligen Flussschlinge bei Blankenheim in mehreren Bauphasen durch eine Wiedervertiefung renaturiert, sodass ganzjährig offene Wasserflächen bestehen. Dabei blieben die Uferlinien und Strukturen erhalten. Die bereits umgesetzten und die weiter geplanten Renaturierungsmaßnahmen sollen auch die Siedlungsbereiche und Ackerflächen von Blankenheim bei Hochwasser entlasten, da die Hochflutrinnen und Flutmulden zusätzlichen Retentionsraum bereitstellen.
Die „Alte Fulda“ wird dem FFH-Lebensraumtyp 3150 „Natürliche eutrophe Stillgewässer“ zugeordnet, zu denen nährstoffreiche Seen und Teiche mit Unterwasserpflanzen gehören. Vom Rauen Hornblatt, Ährigem Tausendblatt, Wasserpest sowie Teichrose geprägte Pflanzenbestände kommen in dem Altwasser vor. Die Dreifurchige Wasserlinse und das Kamm-Laichkraut sind beigesellt, haben bezüglich ihres Deckungsgrades nur eine untergeordnete Bedeutung. Von den Amphiphyten treten Sumpf-Simse, Wasser-Knöterich und Österreichische Sumpfkresse regelmäßig auf.

### Teilbereich unter dem Lämmerberg

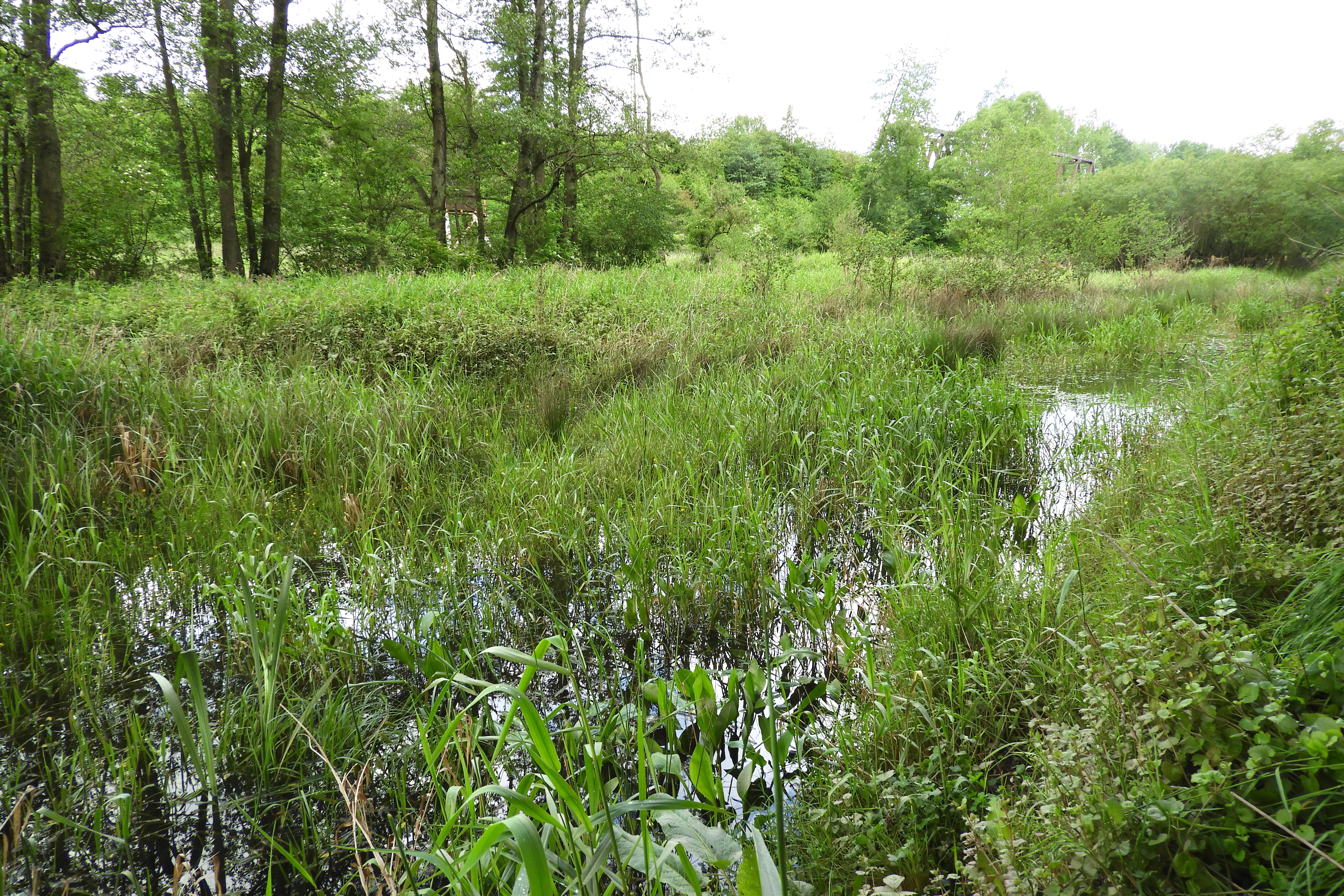
Die Teilfläche östlich der Bahnstrecke.

Die kleinere Teilfläche des Naturschutzgebiets östlich der Bahnstrecke trägt eine Mischung aus Hochstaudenfluren und Seggenriede, in der drei kleine Tümpel ausgehoben wurden. Sie sollten Entwicklungsmöglichkeiten für die ehemals hier lebenden Gelbbauchunken bieten. Während der Untersuchungen für die FFH-Grunddatenerfassung konnten sie allerdings nicht mehr im Gebiet nachgewiesen werden. Großer Wasserfenchel, Gewöhnlicher Froschlöffel und Gelbe Schwertlilie kommen hier in kleinen Beständen vor.

### Zugehörigkeit zu weiteren Schutzgebieten
Das Naturschutzgebiet liegt vollständig in weiteren Schutzgebieten, die unterschiedlichen Kategorien angehören und sich teilweise überlagern:
- Fauna-Flora-Habitat-(FFH)-Gebiet „Auenwiesen von Fulda, Rohrbach und Solz“.

Zu dem rund 787 Hektar großen Gebiet mit der Gebietsnummer 5024-305 und dem WDPA-Code 555520374 gehören das Fuldatal zwischen den Städten Bad Hersfeld und Rotenburg, drei kleinere Teilbereiche im Rohrbachtal nahe der Ludwigsauer Ortsteile Gerterode, Tann und Rohrbach sowie die Solzaue zwischen Sorga und Kathus.
- Europäisches Vogelschutzgebiet „Fuldatal zwischen Rotenburg und Niederaula“.

Das mehr als 1700 Hektar große Vogelschutzgebiet, mit der Nummer 5024-401 und dem WDPA-Code 555520374, erstreckt sich durch die weiten Auen von Solms bis nach Rotenburg. Es wird lediglich durch den nicht geschützten Bereich von der Eichmühle südlich Bad Hersfelds bis zur Brücke in Bad Hersfeld nach Petersberg unterbrochen. Das Vogelschutzgebiet ist, ebenso wie das FFH-Gebiet, Teil des länderübergreifenden Schutzgebietsnetzes „Natura 2000“. Die Festsetzung der Gebietsgrenzen und der Erhaltungsziele erfolgte mit der „Verordnung über Natura 2000-Gebiete in Hessen“ vom 16. Januar 2008.
- Landschaftsschutzgebiet „Auenverbund Fulda“.

Das im Jahr 1993 ausgewiesenen Landschaftsschutzgebiet mit der Nummer 2631002 umfasst entlang der Fulda nicht nur Flächen im Landkreis Hersfeld-Rotenburg, sondern auch im Landkreis Fulda, Vogelsbergkreis, Schwalm-Eder-Kreis und Landkreis Kassel. Schutzziel ist die Erhaltung der durch unterschiedliche Durchfeuchtungsstufen geprägten Wiesen- und Ufervegetationstypen sowie die Wiederherstellung naturnaher Gewässerabschnitte durch die Umwandlung von Ackerland in extensiv genutztes Grünland.

## Beweidungsprojekt

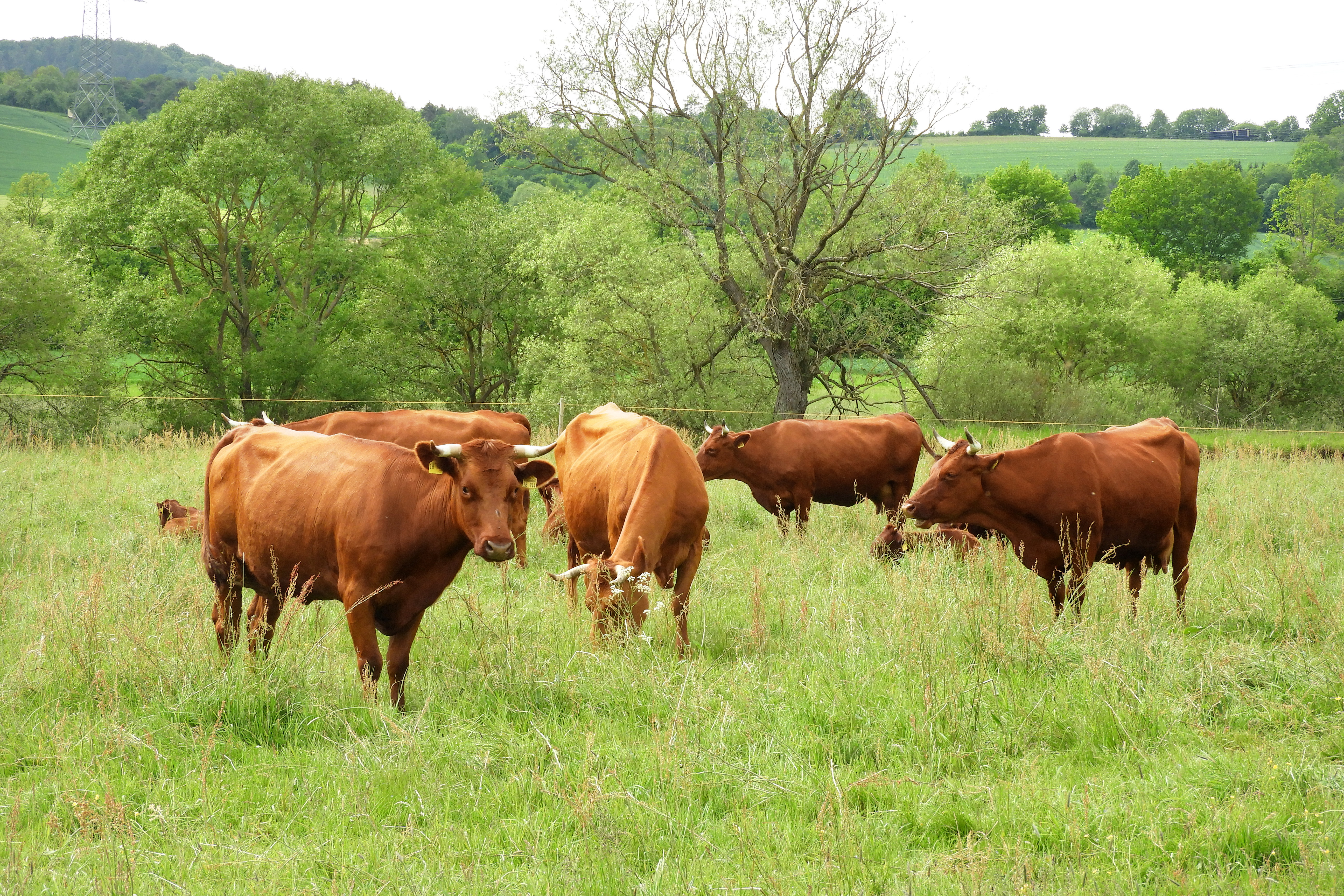
Die einfarbig rotbraunen Rinder der alten Haustierrasse „Rotes Höhenvieh“ beweiden die Fläche des Schutzgebiets und die angrenzenden Wiesen.

Um das Gebiet weitgehend frei von Gehölzen und den Vegetationsaufwuchs niedrig halten, ließ man das Grünland zunächst von Schafen abgrasen. Ziel war es, ist eine großflächige Weidelandschaft zu entwickeln, die die Gewässerkomplexe mit einschließt. Durch Verbiss und Tritt sollen abwechslungsreiche Mosaike aus Weiderasen, Hochstauden, offenen Böden und vegetationsarmen Uferzonen entstehen. Seit 2008 beweiden die Kühe der Haustierrasse „Rotes Höhenvieh“ die Aue des Schutzgebiets. Sie werden auch außerhalb, auf den angrenzenden Wiesen, um die im Rahmen der Hochwasserschutzmaßnahmen neu gestalteten Flutmulden und Rinnen, eingesetzt. Weil alle Flächen im Überflutungsbereich der Fulda liegen grasen die Tiere hier nur in den Monaten von April bis November.
Das einfarbig rotbraune Höhenvieh gilt als eine der ältesten und ursprünglichsten Nutztierrassen. Als klassisches Dreinutzungsrind, das Zug- und Spanndienste leistete sowie Milch und Fleisch lieferte, wurde es von den auf Milch- oder Fleischproduktion spezialisierten Leistungsrassen verdrängt und war zwischenzeitlich von dem Aussterben bedroht. Aus naturschutzfachlicher Sicht eignen sich die relativ robusten und genügsamen Rinder sehr gut für die Beweidung sensibler Gebiete und werden in verschiedenen Weideprojekten, in Mutterkuhhaltung, zur Landschaftspflege eingesetzt.
Zusätzlich wurden in der offenen Weidelandschaft Steinhügel aufgeschüttet. Sie sollen Wiesenschafstelzen, Braunkehlchen, Steinschmätzern, Neuntötern und anderen Vögeln als Ansitzwarten dienen. Die Spalten und Hohlräume zwischen den groben Steinblöcken wurden auch zum Lebensraum und Unterschlupf für Amphibien, Reptilien und Insekten.

## Wertgebende und gebietstypische Vögel
In der Aue mit seinem Altwasser und den permanent und temporär wasserführenden Flutmulden und Rinnen sowie in dem Grünland können zahlreiche Vögel geeignete Lebensräume finden. In einem, im Jahr 2017 erschienenen „Vogelkundlichen Bericht“ wurden von dem Arbeitskreis Hersfeld-Rotenburg der Hessischen Gesellschaft für Ornithologie und Naturschutz (HGON) die Beobachtungsdaten aus dem Jahr 2016 ausgewertet. Von den Wasservögeln wurden 23 Arten festgestellt, allerdings war leider die Zahl der Individuen bei den einzelnen Arten durchweg gering. Als eine der Ursachen vermuten die Vogelschützer die zunehmende Gewässerverlandung mit einer teilweisen Austrocknung. Als bemerkenswert angesehen wurden die Beobachtungen von rastenden Brandgänsen, Schwarzstörchen und Kampfläufern.
Zu den an Wasser gebundene Vogelarten, die als Brut-, Rast oder Nahrungsgäste hier nachgewiesen wurden, gehören: Höckerschwan, Nil- und Brandgans, Krick- und Stockente, Kormoran, Silber- und Graureiher, Schwarz- und Weißstorch, Schwarzmilan, Kiebitz, Flussregenpfeifer, Flussuferläufer, Waldwasserläufer, Bruchwasserläufer, Kampfläufer, Eisvogel, Uferschwalbe und Gebirgsstelze.
Brutvögel, die ihre Reviere im Schutzgebiet haben und die die Vogelschützer während ihres Langzeitmonitorings erfasst haben, sind: Bienenfresser, Kuckuck, Feldlerche, Wiesenschafstelze, Dorngrasmücke, Neuntöter, Steinschmätzer, Braunkehlchen, Feldschwirl, Sumpfrohr- und Teichrohrsänger, Grauschnäpper, Bluthänfling, Goldammer und Rohrammer.

Renaturierungsmaßnahmen im Schutzgebiet
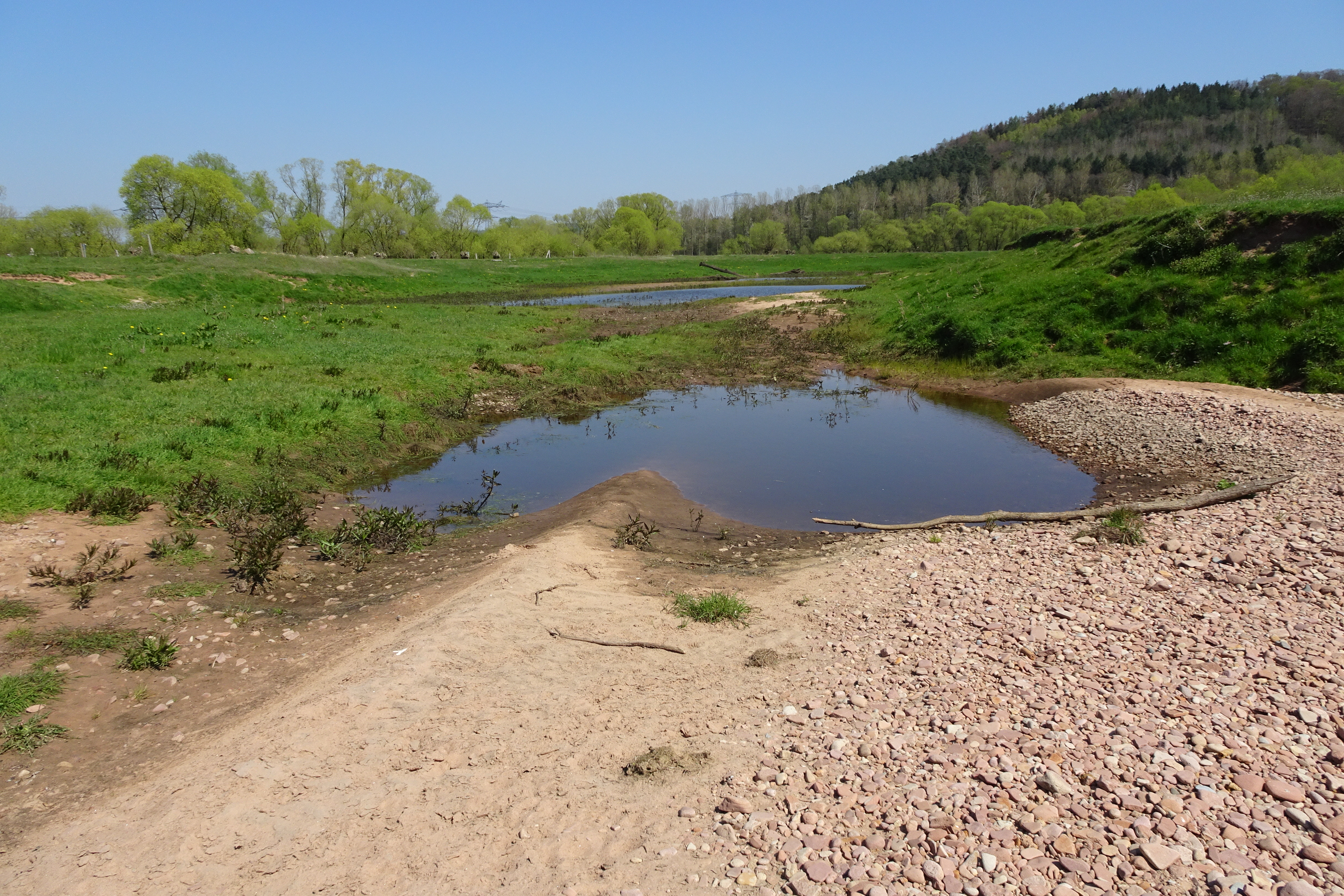
Angelegte Flutmulden zur Förderung der Auendynamik
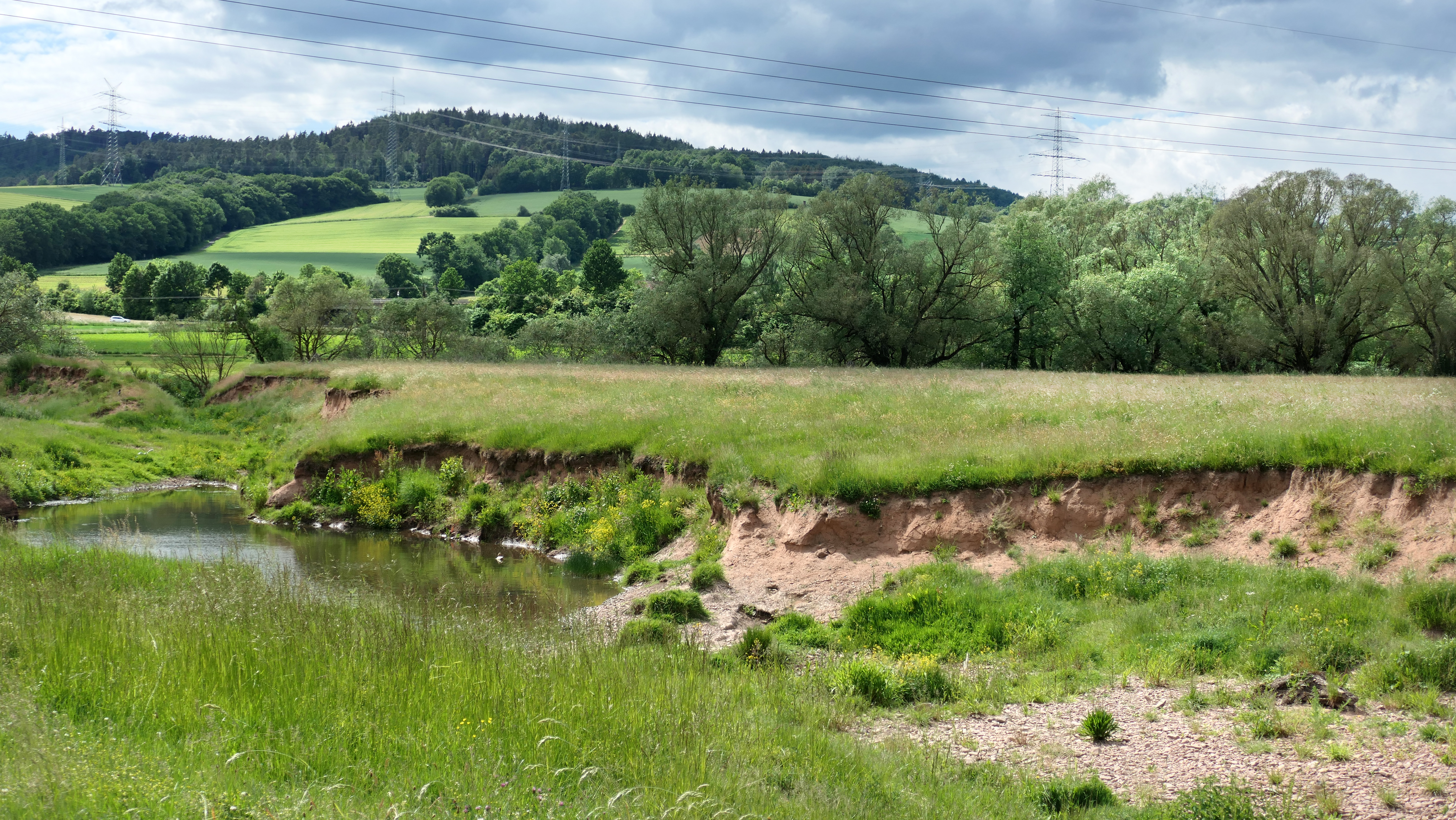
… und als naturnaher Hochwasserschutz.
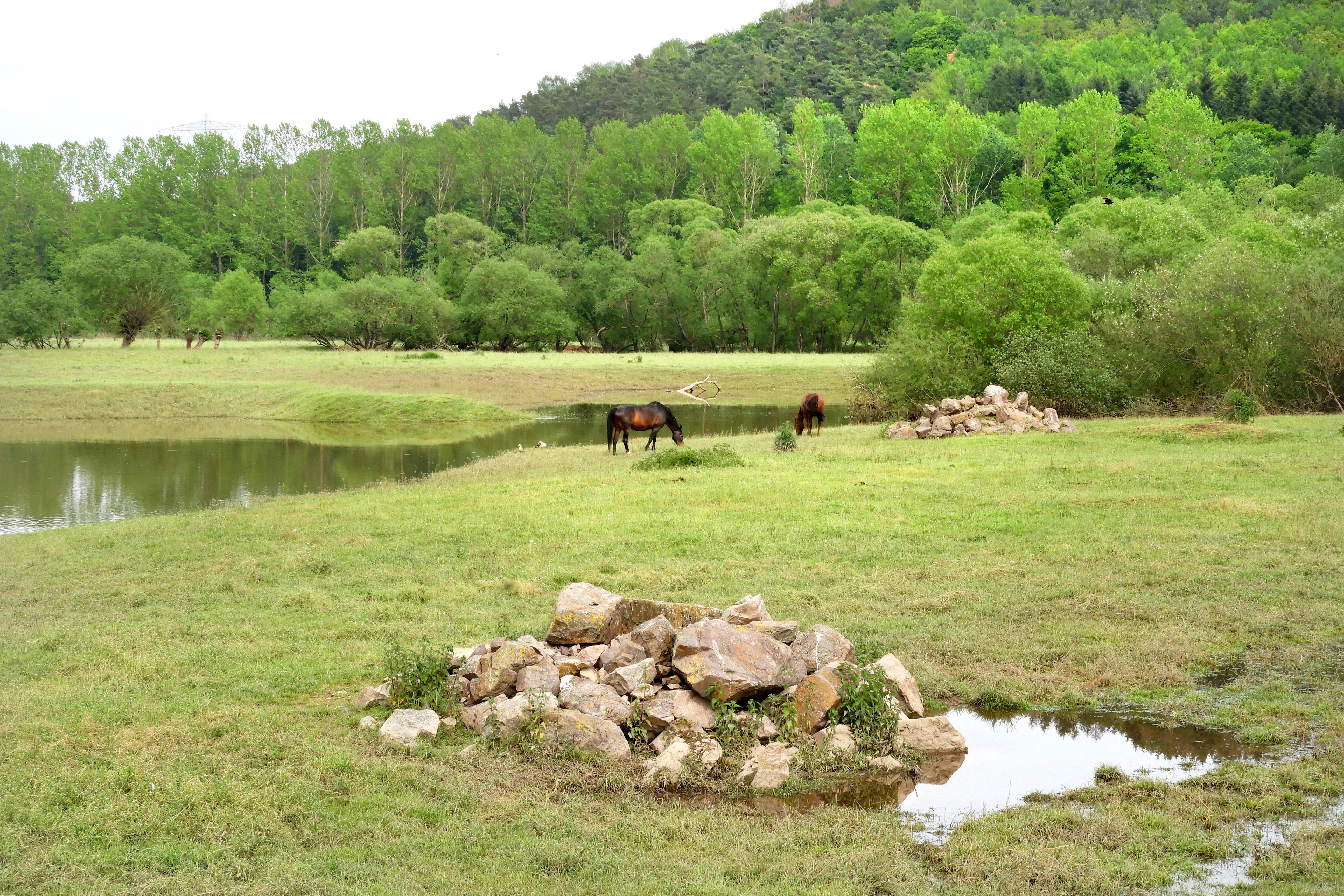
Aufgeschüttete Steinhügel sollen Vögeln als Ansitzwarten dienen und Amphibien, Reptilien und Insekten Lebensraum und Unterschlupf bieten

## Besucherhinweis
Der geschützte Bereich ist nicht durch Wege erschlossen. Am südwestlichen Rand befindet sich ein Beobachtungsstand, der mit Schautafeln über den Bereich informiert. Der Fuldaradweg, auch „Hessischer Radfernweg R1“ genannt, führt auf seiner Strecke von den Höhen der Rhön in das südliche Weserbergland nahe an dem Naturschutzgebiet vorbei.